# Helmut Sonnenfeldt

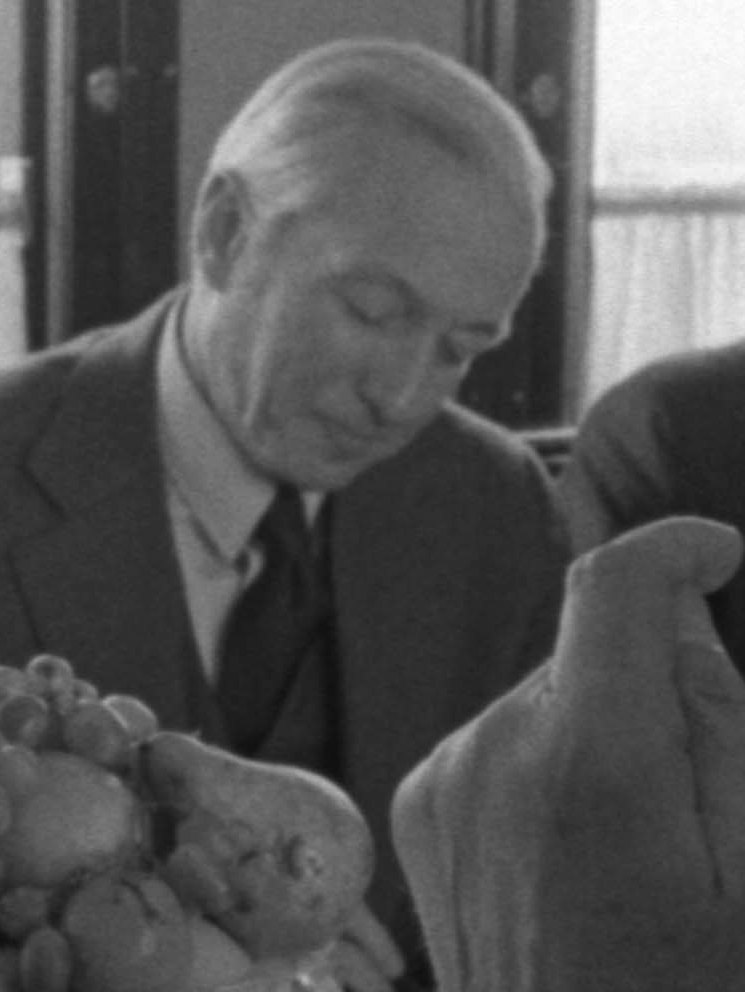
Helmut Sonnenfeldt (1974)

Helmut Sonnenfeldt (ur. 13 września 1926 w Berlinie, zm. 18 listopada 2012, znany również jako Hal Sonnenfeldt) – amerykański doradca do spraw międzynarodowych prezydentów Richarda Nixona i Geralda Forda, w latach 1974–1977 doradca sekretarza stanu Henry Kissingera, członek Rady Bezpieczeństwa Narodowego Stanów Zjednoczonych (NSC) w latach 1969–1974. Był dyrektorem Biura Badań i Analiz do spraw Związku Radzieckiego i Europy Wschodniej Departamentu Stanu, oraz urzędnikiem Agencji Kontroli Zbrojeń i Rozbrojenia (ACDA).
Sonnenfeldt urodził się w 1926 w Berlinie, w żydowskiej rodzinie Waltera i Gertrudy Sonnenfeldt. Dzieciństwo spędził w Gardelegen w Niemczech, gdzie jego rodzina prowadziła praktykę medyczną.
Uciekając przed nazistami, wyemigrował z Niemiec do Stanów Zjednoczonych.
W administracji amerykańskiej pracował od 1952 do 1977. Autor tzw. „doktryny Sonnenfeldta”, której opublikowane znaczenie miało się według niego różnić od jej prawdziwego sensu.
W jednym z artykułów został nazwany Kissingerem Kissingera (aluzja do prezydenta Nixona, który według obserwatorów był jedynie narzędziem Kissingera).

## „Doktryna Sonnenfeldta”
„Doktryną Sonnenfeldta” nazwano rzekomo sformułowaną przez niego, jako urzędnika Departamentu Stanu i Rady Bezpieczeństwa Narodowego Stanów Zjednoczonych (NSC), koncepcję polityki zagranicznej Stanów Zjednoczonych zakładającą oddanie krajów Europy wschodniej pod dominację ZSRR Miała zostać rzekomo sformułowana na konferencji 28 ambasadorów amerykańskich, akredytowanych w Europie, która odbyła się w dniach 13–14 grudnia 1975 w Londynie.
Koncepcja miała zostać ogłoszona w odczycie który miał być poufny, ale rzekoma treść odczytu została przekazana dziennikarzom którzy ją opublikowali w artykule z 21 marca 1976 roku. Treść artykułu została skomentowana przez Sonnenfeldta jako pełna nieprawidłowych interpretacji i ogromnych zniekształceń, ale jednak uruchomiła wir oskarżeń i oficjalnych zaprzeczeń który wciągnął prezydenta Forda, sekretarza stanu Kissingera, kandydata na prezydenta Ronalda Reagana i wiele innych osobistości.
Zapiski z odczytu Sonnenfeldta zostały zatwierdzone przez Henry Kissingera oraz zastępcę sekretarza stanu do spraw europejskich Arthura Hartmana i wkrótce przekazane wszystkim ambasadorom amerykańskim na świecie jako jedna z oficjalnych wykładni polityki zagranicznej USA.
Ich dokładna treść pozostaje poufna, choć skrótowa wersja opublikowana przez New York Times została uznana przez Sonnenfeldta jako prawdziwa. Według zwolenników istnienia rzekomej doktryny Sonnefeldta, treść dokumentu zakładała ostateczne oddanie państw Europy Wschodniej pod dominację ZSRR jako najlepszy sposób zagwarantowania pokoju i uniknięcia III wojny światowej. Sonnenfeltd miał rzekomo twierdzić, że Stany Zjednoczone w Europie Wschodniej powinny: ewoluować w kierunku uczynienia bardziej organicznymi stosunków pomiędzy krajami wschodnioeuropejskimi a ZSRR.